# ジーンズ不安定性
ジーンズ不安定性（ジーンズふあんていせい、英: Jeans instability）は、星間ガス雲収縮の原因であり、その結果として星形成を誘発する。ある領域のガスの圧力が重力による収縮を妨げるほど高くない場合にこれは発生する。ガス雲が安定であるためには、次の流体静力学方程式を満たさなければならない。
{\displaystyle {\frac {\mathrm {d} p}{\mathrm {d} r}}=-{\frac {G\rho M_{\mathrm {enc} }}{r^{2}}}},
ここで Menc は領域のガスの質量、p は圧力、G は万有引力定数、r は（ガス球の）半径である。この方程式は多少の摂動なら減衰してしまう場合には成立し、摂動が増幅する場合には成立しない。一般に星間雲は、所与の温度に対して質量が大きすぎても、所与の質量に対して温度が低すぎても、いずれの場合でも重力が、それに拮抗しようとするガス圧に勝り不安定化する。

## ジーンズ質量
ジーンズ質量という名称は、ガス雲内部の重力収縮の過程を研究したイギリスの物理学者ジェームズ・ジーンズにちなんだものである。彼が明らかにしたのは、適切な条件の下で重力と拮抗するほどのガス圧が高くない場合には、ガス雲またはその一部が不安定になり収縮を開始しうるということであった。ガス雲は（所与の温度と半径において）小質量であるかぎり安定するが、臨界質量を超えるやこれを妨げる力が働かない限り一方向的収縮を開始する。ジーンズは密度と温度の関数としてこの臨界質量を算定する方程式を立てた。ガス雲の質量が大きいほど、その大きさ（拡がり）が小さいほど、その温度が低いほど、また不安定なほど、このガス雲は重力収縮に向かう。
ジーンズ質量の近似値は、簡潔な物理学的推論のもとに演繹されたのだろう。まず球状のガス領域の半径を R、質量を M、ガス中の音速を cs とする。この領域をゆっくり圧縮すると想定しよう。この領域を音波が横断する時間は次の式で与えられる。
{\displaystyle t_{\mathrm {sound} }={\frac {R}{c_{s}}}\simeq (5\times 10^{5}{\mbox{yr}})\left({\frac {R}{0.1{\mbox{pc}}}}\right)\left({\frac {c_{s}}{0.2{\mbox{km s}}^{-1}}}\right)^{-1}}
するとこれを押し返し圧力バランスのうちに系を再構築しようとする。同時に重力はその系をさらに収縮させようとするが、その振舞における自由落下時間は次のようになる。
{\displaystyle t_{\mathrm {ff} }={\frac {1}{\sqrt {G\rho }}}\simeq (2{\mbox{Myr}})\left({\frac {n}{10^{3}{\mbox{cm}}^{-3}}}\right)^{-1/2}}
ここで G は万有引力定数、ρ は領域内のガス密度、n = ρ/μ は粒子あたり平均質量のガス数密度であり μ = 3.9×10−24 g、水素分子に対し分子数比で20%のヘリウムを加えるのを適当とする。さて、音波の横断時間が自由落下時間より短い場合は圧力が勝ち、系は膨張に転じて安定した方程式の状態に戻る。しかし自由落下時間が音波の横断時間より短い場合は重力が勝ち、系は重力収縮を続ける。よって重力収縮を続ける条件は次のとおりである。
{\displaystyle t_{\mathrm {ff} }<t_{\mathrm {sound} }}
ここで少々代数計算をすると、結果としてジーンズ長 RJ の近似値が以下の式で求められる。
{\displaystyle R_{J}={\frac {c_{s}}{\sqrt {G\rho }}}\simeq (0.4{\mbox{pc}})\left({\frac {c_{s}}{0.2{\mbox{km s}}^{-1}}}\right)\left({\frac {n}{10^{3}{\mbox{cm}}^{-3}}}\right)^{-1/2}}
この長さのスケールをジーンズ長という。ジーンズ長よりも大きなスケールはすべて不安定で重力収縮し、小さなスケールは安定である。ジーンズ質量 MJ は、ジーンズ長を直径とする球のなかの質量である。
{\displaystyle M_{J}=\left({\frac {4\pi }{3}}\right)\rho \left({\frac {R_{J}}{2}}\right)^{3}=\left({\frac {\pi }{6}}\right){\frac {c_{s}^{3}}{G^{3/2}\rho ^{1/2}}}\simeq (2{\mbox{M}}_{\odot })\left({\frac {c_{s}}{0.2{\mbox{km s}}^{-1}}}\right)^{3}\left({\frac {n}{10^{3}{\mbox{cm}}^{-3}}}\right)^{-1/2}}
のちに別の天体物理学者が、ジーンズが用いた分析には次の理由で欠陥があると指摘した。それは、ジーンズの分析ではガス雲が収縮する領域は無限の静的星間物質に包囲されていると仮定していたが、現実にはジーンズ長より大きなスケールはすべて不安定で収縮するので、収縮領域を包囲する静的星間物質もまたすべて収縮することになる。その結果、「収縮する背景の密度との比較における」重力不安定性の増大率は、ジーンズが当初分析した予測より緩慢であることがわかった。ハンターの研究によりこの効果が加味され全体が修正された。ジーンズ不安定性は分子雲における星形成を決定する要因であるらしい。